# Сірібесі (округ)
О́круг Сірібе́сі (яп. 後志総合振興局, しりべしそうごうしんこうきょく, МФА: [ɕiɾʲibeɕi̥ soːgoː ɕinkoːkʲoku̥]) — округ префектури Хоккайдо в Японії. Центральне містечко округу — Куттян. 
Заснований 1 квітня 2010 року шляхом реорганізації О́бласті Сірібе́сі (яп. 後志支庁, しりべししちょう, МФА: [ɕiɾʲibeɕi̥ ɕi̥t͡ɕoː]). Остання була заснована 1910 року.

## Адміністративний поділ
- Отару
- Повіт Абута: Кімобецу - Куттян - Кьоґоку - Маккарі - Нісеко - Русуцу
- Повіт Іванай: Іванай - Кьова
- Повіт Ісоя: Ранкосі
- Повіт Йоїті: Акаїґава - Йоїті - Нікі
- Повіт Сімамакі: Сімамакі
- Повіт Сутцу: Куромацунай - Сутцу
- Повіт Сякотан: Сякотан
- Повіт Фурубіра: Фурубіра
- Повіт Фуруу: Камоенай - Томарі

## Найбільші міста
Міста з населенням понад 10 тисяч осіб:
| № | Місто  | Населення, осіб (2009) |
| - | ------ | ---------------------- |
| 1 | Отару  | 136801                 |
| 2 | Йоїті  | 21828                  |
| 3 | Куттян | 15478                  |
| 4 | Іванай | 15536                  |